# Trash Talk
Trash Talk (auf Deutsch etwa: Lästerei, dummes Gerede) ist eine 2005 gegründete Hardcore-Band aus dem US-amerikanischen Sacramento.

## Geschichte
Die Band wurde 2005 von Sänger Lee Spielman, Gitarrist Tim Butcher, Bassist Spencer Pollard und Schlagzeuger Sam Bosson gegründet. In den Folgejahren veröffentlichte die Band bei wechselnden Labels EPs. 2007 ergänzte Garrett Stevenson als zweiter Gitarrist das Line-up. 2008 produzierte Steve Albini das erste Album der Gruppe; weitere Alben produzierte die Band der DIY-Ethik der Hardcoreszene folgend selbst unter ihrem eigenen Label Trash Talk Collective, das von Garrett Stevenson geleitet wird. 2010 spielte Trash Talk eine Livesession für den britischen Radiosender BBC Radio 1 ein. Im selben Jahr verließ Mitgründer Tim Butcher die Band; ein zweiter Gitarrist fand sich mit David Gagliardi erst 2014. 2011 spielte die Band unter anderem beim australischen Soundwave Festival, beim britischen Download-Festival und beim US-amerikanischen SXSW-Festival. 2012 unterzeichnete Trash Talk beim in Los Angeles beheimateten Musiklabel Odd Future Records des Rappers Tyler, The Creator. Die Band war die erste Band des Labels, die nicht im Genre Hip-Hop beheimatet war. 2013 spielte Trash Talk auf dem Coachella Valley Music and Arts Festival und beim Pitchfork Music Festival. 2013 verließ Gründungsmitglied Bosson aus persönlichen Gründen die Band, was zu einer langen Phase ohne festen Schlagzeuger führte. Für kurze Zeit übernahm u. a. Thomas Pridgen von The Mars Volta den Part des Schlagzeugers und spielte die Drumtracks des Albums No Peace ein. 2014 wurde ein Konzert der Band in New York vom New Yorker Bürgermeister Bill de Blasio besucht. 2015 absolvierte die Band einen Auftritt in der TV-Sendung The Eric Andre Show des US-Kabelsenders Adult Swim, bei der die Bandmitglieder Elektroschock-Halsbänder trugen, die durch große Lautstärke aktiviert wurden. 2016 absolvierte die Band eine Europatournee mit Youth of Today und American Nightmare, 2017 mit Deez Nuts und Capsize. 2016 veröffentlichte die Band den Kurzfilm Tangle, der während einer Japan-Tournee von Trash Talk gedreht wurde und zur Musik der Band die japanische Hardcoreszene dokumentiert.
Die Band verbringt viel Zeit mit Livekonzerten im In- und Ausland. Die meisten Mitglieder haben keine festen Wohnsitze mehr, sondern wohnen, wenn sie nicht auf Tournee sind, bei Verwandten oder Freunden.
Tim Butcher starb 2015 im Alter von 27 Jahren. Spielman und Stevenson betreiben zusammen das in Los Angeles beheimatete Modelabel Babylon LA.

## Stil und Rezeption
Die US-amerikanische Wochenzeitung Phoenix New Times bezeichnet die Musik der Band als „Hardcore-Punk, gemischt mit Skate Rock und einem Gespür für Metal“ und „schwere, wütende Riffs, Shouting und jede Menge (...) Schimpfwörter“, die ein „schmerzlinderndes Tonikum für die heutige, aufgewühlte Zeit“ bildeten und in Richtung Powerviolence gingen. Die Zeitung sah musikalische Parallelen zu den Circle Jerks und fühlte sich beim Gesang von Lee Spielman an Void und Negative Approach erinnert. Das US-amerikanische Lifestylemagazin Vice bezeichnet Trash Talk als „sickeste Band der Welt“ und „verdammt cool“. Die britische BBC bescheinigte der Band „explosive Live-Energie“ und einen „brutalen (...) Sound“ und bezeichnete die Konzerte der Band als „Zurschaustellung unkontrollierter Zerstörung“. Das New Yorker Musikmagazin The Fader sieht Trash Talk in einer ähnlichen Rolle wie die Band Nirvana in den 1990er-Jahren – ebenso wie die Grunge-Band verfüge Trash Talk über fanatische Fans und bewege sich in einer Szene, die nach und nach in Kontakt mit dem Mainstream gerate. Im Vergleich zu Trash Talk sei Nirvana aber eine „zahme“ Band gewesen. Die New Yorker Village Voice bewertet Trash Talk als „gute Hardcoreband“, die zwar musikalisch nichts neues biete, das, was sie biete, aber „unfassbar gut“ absolviere. Village-Voice-Autor Tom Breihan fühlte sich dabei an die Energie der Retro-Band White Stripes erinnert. Seine Kollegin Caitlin White sah hingegen die Livedarbietungen der Band als Mischung aus „Gedresche, Kraftausdrücken und lärmender Energie ohne Feinschliff“.
2010 gewann Trash Talk bei den Kerrang! Awards in der Kategorie „Best International Newcomer“.

## Diskografie
- 2006: Trash Talk (EP, Sell Our Souls Records)
- 2007: Walking Disease (EP, Six Feet Under Records)
- 2008: Trash Talk (Reflections Records)
- 2008: Split-EP mit Steel Trap (Spiderghost Pressgang)
- 2008: Plagues (EP, Deathwish Inc.)
- 2010: Eyes & Nines (Trash Talk Collective)
- 2011: Awake (EP, True Panther Sounds)
- 2012: 119 (Odd Future Records)
- 2014: No Peace (Odd Future Records)
- 2016: Tangle (EP, kein Label)
- 2020: Squalor (Trash Talk Collective)